# Коссак Михайло Андрійович
Миха́йло Андрі́йович Ко́ссак (8 квітня 1874, село Горішня Вигнанка, нині Чортківського району Тернопільської області — 2 січня 1938, Кам'янець-Подільський) — український композитор, диригент, музикознавець, музичний педагог.

## Життєпис

### Дитинство та юність
Михайло Коссак народився 8 квітня 1874 року в приміському селі Горішня Вигнанка біля Чорткова в родині самодіяльного диригента хору. Михайло був найстаршим серед шести дітей дяка Андрія Івановича Коссака (1850—1917) та Розалії Григорівни
Федорович (1856—1923). Після нього народилися: 1876 року — Марія, 1878 року — Антоніна, 1881 року — Катерина, 1886 року — Василь, 1888 року — Володимир.
Усі діти змалку опанували музичну грамоту, співали в батьківському хорі. Пізніше Василь Коссак прославився як актор, співак і режисер, Катерина Коссак (у шлюбі Рубчакова) як драматична акторка та співачка.
1892 року, закінчивши чотири класи гімназії при монастирі оо. Василіян у Бучачі, Михайло вступив до Львівської консерваторії на курс диригування, гармонії та інструментовки. Одночасно він працював хористом у львівській оперетковій трупі Ю. Мишковського, а невдовзі став хормейстером.

### Початок творчості
1896 року, завершивши навчання у консерваторії, Коссак прийшов на роботу в Народний театр товариства «Руська бесіда» (згодом «Українська бесіда»).
Трупа театру безперервно гастролювала. 1902 року диригент Михайло Коссак разом із трупою відвідав Кам'янець-Подільський. Успіх перевершив усі сподівання. Особливо сподобалася кам'янчанам сестра диригента — артистка Катерина Рубчакова.
1909 року Коссак став одним з організаторів запису українських народних пісень, творів Семена Гулака-Артемовського та Миколи Лисенка на платівки.

### Перша світова та повоєнний час
Коли 1914 року почалася Перша світова війна, 40-річного М. Коссака призвали в австро-угорську армію. Там він у званні фендрика став військовим диригентом.
Підрозділ Коссака була серед частин, оточених військами Росії в Перемишлі. Після капітуляції оточених навесні 1915 року Коссак опинився в полоні. Вже через кілька тижнів він був у Ташкенті. У таборі військовополонених Коссак організував оркестр.
1918 року після укладення Брестського миру, коли військовополоненим дозволили повернутися додому, Коссак вирушив до Львова. Але під час зупинки в Києві Микола Садовський запросив Михайла Косака у свій театр на посаду диригента.
1919 року Театр Миколи Садовського переїхав у Кам'янець-Подільський. Проте Коссак залишився в Києві та став працювати в Театрі музичної драми.
1921 року Михайло разом із новою сім'єю переїхав у Кам'янець-Подільський. Деякий час він був диригентом у місцевому театрі. Одночасно працював учителем співів і музики в музичній школі.
У лютому 1925 року Коссака призначили викладачем другої групи (тобто, асистентом), завідувачем лабораторії музично-вокального мистецтва Кам'янець-Подільського інституту народної освіти (нині Кам'янець-Подільський національний університет).

### Роки репресій
Сім'я Коссаків жила в Кам'янці-Подільському у важких побутових умовах. Михайло довго не міг отримати квартири, тож жив у неопалюваному інститутському флігелі.
Хоч Коссаку надали ставку доцента, проте через півроку знову перевели на асистенську ставку. Намагання відновити справедливість призвело до звільнення Коссака з інституту. Усе це стало наслідком того, що заарештований в Москві колишній ректор інституту Володимир Геринович, зломлений допитами, «засвідчив», що до контрреволюційної організації, яка нібито існує в Кам'янці-Подільському серед викладачів інститутів і технікумів, входить Михайло Коссак.
Проте 1933 року Коссака не заарештували. Все обмежилося викликом до слідчого, де від Коссака вимагали засвідчити, що Геринович вимагав від нього «якнайбільше виучувати з хором заборонених українських пісень».
1 грудня 1934 року Коссака знову зарахували на роботу в інститут. Він став керівником відновлених хорового та симфонічного гуртків. Але влітку 1935 року інститут закрили, а студентів перевели в інші вищі навчальні заклади. Після цього Коссак влаштувався піаністом-акомпаніатором місцевого кінотеатру. Дружина влаштувалася санітаркою в міській лікарні, син Ярослав навчався у школі.
26 грудня 1937 року Михайла Коссака заарештували. 30 грудня 1937 року «особлива трійка» при управлінні НКВС по Кам'янець-Подільській області засудила Коссака до розстрілу. Вирок виконано 2 січня 1938 року. Поховано Коссака на території хутора Загальського (Загайського) в загальній могилі.
10 липня 1989 року прокурор Хмельницької області дійшов до висновку, що Коссака було засуджено необґрунтовано.

## Твори
Михайло Коссак зробив інструментовку опери «Роксолана» Дениса Січинського, написав музику до багатьох вистав, зокрема разом з режисером Йосипом Стадником вперше на українській сцені поставили «Продану наречену» Бедржиха Сметани, «Гальку» Станіслава Монюшка, «Енея на мандрівці» Ярослава Лопатинського, «Євгенія Онєгіна» Петра Чайковського, «Фауста» Шарля Ґуно, «Кармен» Жоржа Бізе, «Мадам Баттерфляй» Джакомо Пуччіні, «Травіату» Джузеппе Верді та деякі опери Миколи Лисенка, Жана Оффенбаха, Франца Легара. Написав музику до вистав «Вій», «Циганка Аза», «Дай серцю волю, заведе в неволю», «Лісова пісня».
Був автором романсів, маршів, п'єс для скрипки, обробок народних пісень.